# Sheffield Canal
Sheffield Canal är en kanal i Storbritannien.   Den ligger i riksdelen England, i den sydöstra delen av landet, 230 km norr om huvudstaden London.